# Majiang (Qiandongnan)
Majiang (chinesisch 麻江县, Pinyin Májiāng Xiàn) ist ein chinesischer Kreis des Autonomen Bezirks Qiandongnan der Miao und Dong im Südosten der Provinz Guizhou. Er hat eine Fläche von 961,2 km² und zählt 124.200 Einwohner (Stand: Ende 2018). Sein Hauptort ist die Großgemeinde Xingshan (杏山镇).

## Administrative Gliederung
Auf Gemeindeebene setzt sich der Kreis Majiang aus vier Großgemeinden und fünf Gemeinden (davon drei der Bouyei) zusammen. 